# آنژیوگرافی تشدید مغناطیسی

یک انژیوگرام تشدید مغناطیسی که با ماده حاجب تهیه گردیده‌است. فلش قرمز رنگ به سمت یک استنوسیس حاد در شریان زیر ترقوه نشانه رفته‌است.

آنژیوگرافی تشدید مغناطیسی (به انگلیسی: Magnetic Resonance Angiography) و (به اختصار MRA)، روشی برای تصویربرداری (رگ نگاری) در پزشکی است. به تصاویر تولید شده به‌وسیله این روش مغناطیسی گویند.

## مقدمه: چرا از MRA استفاده می‌کنیم؟
امروزه استاندارد جهانی تصویربرداری برای تشخیص بیماری شریان‌های کرونری آنژیوگرافی با اشعه ایکس است، به‌طوری‌که در جوامع پیشرفته سالیانه نزدیک به یک میلیون عمل با کاتتر قلبی (Cardiac Catheterization) انجام می‌گیرد.
با اینحال آنژیوگرافی با اشعه ایکس پر هزینه و دارای خطرات تشعشعیست (به‌ویژه برای کسانی که مدام با این نوع دستگاه‌ها سروکار دارند)، گذشته از اینکه تهاجمی (invasive) نیز می‌باشد. در عوض MRA از این‌گونه نقاط ضعف عاری است (کاملاً غیر تهاجمی non-invasive است)، و لذا مدت هاست مورد توجه پزشکان و دیگر متخصصان بوده‌است.

## مشکلات MRA
با وجود پیشرفت‌هایی که در کنترل ظهور اثرات تحرکی در تصویرگیری، و نیز در سخت‌افزار، نرم‌افزار، پروتوکول‌های اسکن، و عوامل کنتراست در علوم ام آر آی در سالیان اخیر انجام گردیده، با اینحال قدرت تفکیک سیستم‌های ام آر آی هنوز به پای آنژیوگرافی با اشعه ایکس (که چیزی در حدود کمتر از ۳۰۰ میکرومتر است) نمی‌رسد. لیکن MRA در بیمارستان‌ها و در تحقیقات فیزیک پزشکی کاربردهای وسیعی دارد.

## کیفیت تصویری در MRA

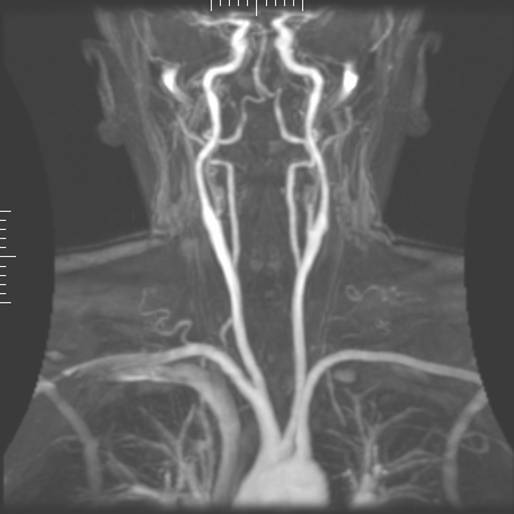

معمولاً بهبود کیفیت تصویری در MRA را با مقیاس‌هایی همانند قدرت تفکیک می‌سنجند؛ و معمولاً نیز بهبود قدرت تفکیک با خود عواقبی همانند کاهش سیگنال مفید (SNR) بهمراه دارد. اما می‌توان این مشکلات را با راه حل‌هایی همانند استفاده از سیستم‌های ام آر آی با قدرت میدان Bo بالاتر، ویا استفاده از ماده حاجب مناسب تصحیح نمود.

### روش‌های بهبود کنتراست در MRA
کنتراست بین خون کرنری (coronary blood pool) و بافتهای احاطه‌کننده را می‌توان با روشهایی مثل اثر درون-جریانی (in-flow effect) یا با بکارگیری پیش-پالس‌های تشدید مغناطیسی (pre-pulse MR) کنترل کرد.
افزایش کنتراست بین شریانهای کرنری و بافتهای اطراف تاکنون با روشهایی مثل استفاده از پیش-پالس‌های اشباع چربی (fat saturation pre-pulses) نشان داده شده‌است. از روش‌های بکار رفته دیگر می‌توان موارد زیر را نام برد:
- پیش-پالس‌های کنتراست انتقال مغناطیسی[۸] (Magnetic Transfer Contrast pre-pulses)
- پیش-ضربانهای T2 (موسوم به T2Prep) که از اختلاف ذاتی T2 بین خون و بافتهای میوکاردیوم بهره می‌برد.[۹][۱۰]

با بکارگیری این تکنیکها، لومن کرنری روشن به‌نظر رسیده، و میوکاردیوم اطراف با شدت سیگنال کمتری دیده می‌شود. اما بطور وارونه نیز می‌توان عمل کرد: در روش MRA خون سیاه (black blood MRA)، سیگنال لومن کرنری است که تضعیف می‌گردد، و در عوض بافت اطراف دارای شدت سیگنال بالایی است.

### استفاده از ماده حاجب در MRA
همانند تصویرگیری در ام آر آی، به‌دنبال استفاده از ماده حاجب در آنژیوگرافی تشدید مغناطیسی، زمان T1 خون کاهش یافته که باعث افزایش کنتراست مفید (CNR) می‌شود.
و باز همانند ام آر آی، ماده حاجب MRA عموماً بر دو قسم است: ماده حاجب برون-سلولی (extracellular contrast agents)، و ماده حاجب درون-عروقی (intravascular contrast agents).
نمونه‌های ماده حاجب برون-سلولی عبارت‌اند از:
Dotarem. (Gadoterate meglumin) Guerbet, France.
- مگنویست (شرکت Berlex Laboratories، نیوجرزی)
- آمنی‌اسکن (شرکت Nycomed-Amersham، انگلستان)
- پروهانس Prohance (شرکت Bracco Diagnostics، نیوجرزی)

و نمونه‌های ماده حاجب درون-عروقی عبارت‌اند از:
- AMI-227 (شرکت Advanced Magnetics، ماساچوست)
- انجیومارک Angiomark (شرکت EPIX Medical، ماساچوست)
- کلریسکن Clariscan (شرکت Nycomed-Amersham، انگلستان)
- اسید گدوکولتیک B-22956 (شرکت Bracco Imaging SpA، ایتالیا)

از آنجایی که ماده حاجب برون-سلولی نسبتاً بسرعت به فضای خارج از عروق نشت می‌کند، استفاده از آن مستلزم تصویربرداری دور-اول (first pass imaging) و در نتیجه نگه داشتن نفس توسط بیمار می‌باشد.
اخذ MRA کرنری دور-اول با ماده حاجب برون-سلولی همچنین توأم با محدودیت‌هایی نظیر نیاز مجدد به تکرار به تزریق ماده حاجب می‌باشد، به‌ویژه زمانی که بیش از یک مقطع تصویربرداری گردد. در حقیقت با هر تزریق متوالی، CNR یا کنتراست در واقع کاهش می‌یابد، چرا که سیگنال ساطع شده از فضای برون-سلولی، مدام پس از تزریق اولیه رفته رفته افزوده می‌گردد؛ لذا استفادهٔ از مواد حاجب درون-عروقی این مزیت را بهمراه دارد که اجازه به صرف زمان بیشتری برای اخذ تصویر پس از تزریق ماده حاجب اولیه به ما می‌دهد؛ و این بدان معناست که نیازی به استفاده از روش‌های حبس نفس دیگر نخواهد بود، و اسکن‌های متوالی بدون نیاز به تزریق‌های متمادی کمابیش دارای یک CNR خواهند بود.

## کاربردهای MRA
از کاربردهای آنژیوگرافی تشدید مغناطیسی تشخیص استنوسیس کرنری می‌باشد. با اینکه تکنیک‌های فعلی حبس نفس کرنری MRA دارای قدرت تفکیک محدودی می‌باشند، لیکن توانایی تشخیص استنوسیس کرنری پروکسیمال را دارند. ردیف تصویرسازی گرادیان اکو استنوسیس را یک ناحیه کم شدت نشان می‌دهد.